# Eudule basipuncta
Eudule basipuncta là một loài bướm đêm trong họ Geometridae.